# Distrito de Moka
Moka es uno de los distritos de Mauricio ubicado en el centro de la isla. Su capital también recibe el nombre de Moka. Moka es uno de los dos distritos que no poseen salida al mar, el otro es Plaines Wilhems. La población en el año 2000 era de 75.479 habitantes en una superficie de 231 km². [cita requerida]
- Datos: Q911643
- Multimedia: Moka District / Q911643